# تبیا واموت
تبیا واموت (انگلیسی: Tabea Waßmuth؛ زادهٔ ۲۵ اوت ۱۹۹۶) بازیکن فوتبال اهل آلمان است.
از باشگاه‌هایی که در آن بازی کرده‌است می‌توان به باشگاه فوتبال هوفنهایم اشاره کرد.
وی همچنین در تیم ملی فوتبال زنان آلمان بازی کرده‌است.